# Hồng Khánh
Hồng Khánh (tiếng Trung giản thể: 洪庆, bính âm Hán ngữ: Hóng Qìng, tiếng Triều Tiên: 洪慶／홍경 Hong Gyeong, sinh tháng 11 năm 1976, người Triều Tiên) là chính trị gia nước Cộng hòa Nhân dân Trung Hoa. Ông là Ủy viên dự khuyết Ủy ban Trung ương Đảng Cộng sản Trung Quốc khóa XX, hiện là Phó Bí thư Châu ủy, Châu trưởng Diên Biên, Cát Lâm.
Hồng Khánh là đảng viên Đảng Cộng sản Trung Quốc, học vị Cử nhân, Thạc sĩ Luật học, Tiến sĩ Kinh tế học. Ông xuất thân từ công tác thanh niên rồi chuyển sang tổ chức Đảng và chính quyền địa phương, đều công tác ở quê nhà Cát Lâm.

## Xuất thân và giáo dục
Hồng Khánh sinh vào tháng 5 năm 1976 tại châu tự trị dân tộc Triều Tiên Diên Biên, tỉnh Cát Lâm, Cộng hòa Nhân dân Trung Hoa. Ông lớn lên và tốt nghiệp cao trung ở Diên Biên, thi cao khảo vào năm 1995 và đỗ Đại học Sư phạm Đông Bắc, tới thủ phủ Trường Xuân để nhập học Trường Chính Pháp vào tháng 9 cùng năm, rồi tốt nghiệp cử nhân chuyên ngành luật học vào tháng 7 năm 1999. Sau đó 4 năm, từ tháng 9 năm 2003, ông tham gia chương trình nghiên cứu sinh tại chức ở Chính Pháp Sư phạm Đông Bắc, nhận bằng Thạc sĩ Luật học chuyên ngành lý luận chính trị học vào tháng 7 năm 2006. Sau đó 1 năm ông tiếp tục là nghiên cứu sinh tại Trường Kinh tế của Sư phạm Đông Bắc, nghiên cứu về kinh tế thế giới rồi trở thành Tiến sĩ Kinh tế học vào tháng 6 năm 2013. Hồng Khánh được kết nạp Đảng Cộng sản Trung Quốc vào tháng 7 năm 2000 ở Sư phạm Đông Bắc, ông từng tham gia khóa bồi dưỡng huấn luyện cán bộ trung, thanh niên thuộc chương trình nhị ban từ tháng 3 năm 2014 đến tháng 1 năm 2015 tại Trường Đảng Trung ương Đảng Cộng sản Trung Quốc.

## Sự nghiệp
Tháng 7 năm 1999, sau khi tốt nghiệp Sư phạm Đông Bắc, ông được trường giữ lại và nhậm chức Bí thư Đoàn Thanh niên Cộng sản Trung Quốc của Trường Chính Pháp, sau đó là Bí thư Chi bộ Đảng sinh viên sau khi được kết nạp năm 2000, và cũng là phụ đạo viên cho sinh viên. Tháng 2 năm 2004, ông giữ chức Phó Bí thư Đoàn trường, kiêm Bí thư Chi bộ Đảng cơ quan thứ 2 của trường. Sau đó 2 năm, vào tháng 3 năm 2006, ông rời Sư phạm Đông Bắc, được điều lên Tỉnh đoàn Cát Lâm, nhậm chức Trưởng ban Thiếu niên, chuyển chức làm Trưởng ban Liên lạc mặt trận thống nhất kiêm Tổng thư ký Hội Liên hiệp Thanh niên tỉnh Cát Lâm vào tháng 4 năm 2007. Trong giai đoạn này, ông từng được điều về thành phố cấp huyện Đồ Môn của Diên Biên để kiêm nhiệm làm Phó Thị trưởng từ tháng 6 năm 2008 đến tháng 9 năm 2010. Cuối năm này, ông giữ chức Phó Bí thư Tỉnh đoàn Cát Lâm, Thành viên Đảng tổ tỉnh đoàn, kiêm Phó Chủ tịch thường vụ Liên hiệp Thanh niên tỉnh Cát Lâm.
Vào tháng 7 năm 2011, Hồng Khánh được điều về quê nhà Diên Biên, giữ chức Phó Châu trưởng với cương vị là kiêm nhiệm khi đồng thời công tác ở tỉnh đoàn, sau đó cho đến tháng 12 năm 2012 thì ông rời tỉnh đoàn và công tác chủ đạo ở Diên Biên. Sang tháng 12 năm 2014, ông được bầu vào Ủy ban Thường vụ Châu ủy, đến tháng 8 năm 2018 thì giữ chức Phó Bí thư Châu ủy, Bí thư Ủy ban Kiểm Kỷ, thêm vị trí Chủ nhiệm Ủy ban Giám sát Diên Biên từ tháng 1 năm 2018 khi hệ thống cơ quan này được thiết lập. Tháng 7 năm 2019, ông được phân công làm Bí thư Thị ủy Diên Cát, trung tâm của Diên Biên, cho đến ngày 5 tháng 11 thì nhậm chức Bí thư Đảng tổ, Châu trưởng Diên Biên, cấp chính địa. Cuối năm 2022, ông tham dự Đại hội Đảng Cộng sản Trung Quốc lần thứ XX từ đoàn đại biểu Cát Lâm. Trong quá trình bầu cử tại đại hội, ông được bầu là Ủy viên dự khuyết Ủy ban Trung ương Đảng Cộng sản Trung Quốc khóa XX.